# 안데르스 로슬룬드
안데르스 로슬룬드(스웨덴어: Anders Roslund, 1961년 1월 1일 ~ )는 스웨덴의 소설가이다.

## 개요
1961년 1월 1일에 태어났으며, 스웨덴 국영방송 사회부 기자로 활동하였다. 이후 10년 동안에 걸쳐 보도 기자 및 프로듀서로 활약, 기자상을 받기도 하였다.
교도소에 대한 다큐멘터리를 제작하던 도중에 뵈르게 헬스트룀을 만나 교도소 제도의 문제점과 범죄자 갱생에 대한 논의를 나누다 구상한 《비스트》로 데뷔, 이 작품으로 2005년 북유럽 최고의 장르문학에 수여하는 글래스키 상을 받았다. 국내에서는 2011년 검은숲에서 출간된 도서 《비스트》로 소개되었다.
스웨덴에서 14주 연속 베스트셀러에 랭킹, 유럽에서 26만 부가 판매된 《비스트》를 시작으로 현재까지 다섯 편의 ‘그렌스 형사 시리즈’를 출간, 흥행과 비평 모두 성공적인 성과를 거두었다.
2011년 대거 상 외국소설 부분을 수상, 할리우드에 영화 판권이 팔린 《스리 세컨즈(원제: Tre sekunder)》로 또다시 글래스키 상 후보에 오르는 등 《밀레니엄》의 작가 스티그 라르손 이후 최초의 2회 수상자로 강력하게 거론되고 있다. 현재 작가 및 저널리스트로서 활동하고 있다.

## 해외 수상 내역

### 소설
- 《비스트》 2005년 글래스 키(Glass Key) 대상 수상(최고의 스칸디나비아 반도 장르소설)- 《비스트》 2005년 스웨덴 플래티넘 포켓 대상(놀라운 포켓 판매 상)
- 《Box 21》 2005년 스톡홀름 시티 프라이즈 대상 수상(최고의 소설)
- 《Box 21》 2005년 스웨덴 추리작가협회 최종 후보(스웨덴 최고의 범죄소설 최종 후보)
- 《Box 21》 2005년 스웨덴 총판협회 대상 최종 후보(최고의 소설)
- 《Box 21》 2006년 스웨덴 플래티넘 포켓 대상(놀라운 포켓 판매 상)
- 《Redemption》 2006년 스웨덴 추리작가협회 대상 최종 후보(스웨덴 최고의 범죄소설)
- 《Redemption》 2006년 스웨덴 총판협회 대상 최종 후보(최고의 소설)
- 《Redemption》 2007년 스웨덴 플래티넘 포켓 대상(놀라운 포켓 판매 상)
- 《The Girl Below The Street》 2007년 스웨덴 추리작가협회 대상 최종 후보(스웨덴 최고의 범죄소설)
- 《Three Seconds》 2011년 영국 추리작가협회 선정 ‘인터내셔널 대거 상’ 수상